# Leporinus

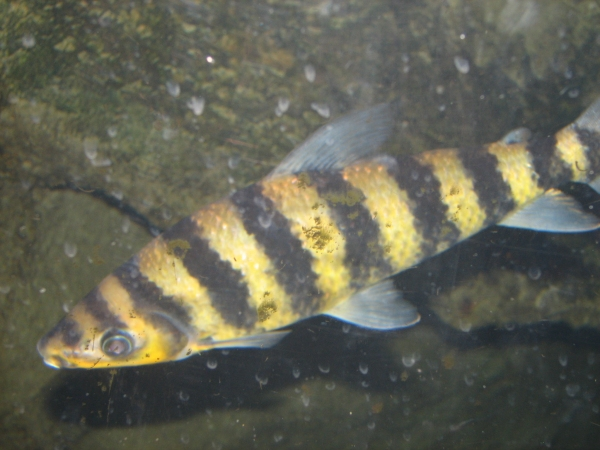
Leporinus fasciatus

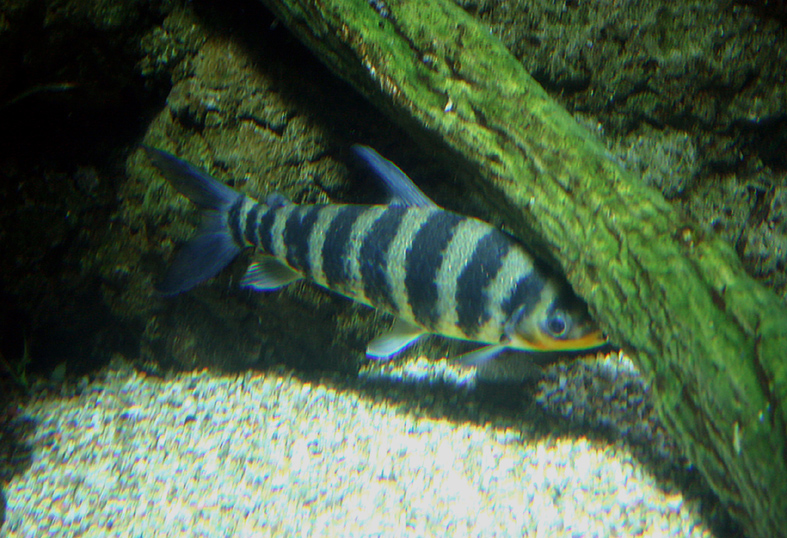
Leporinus sp.

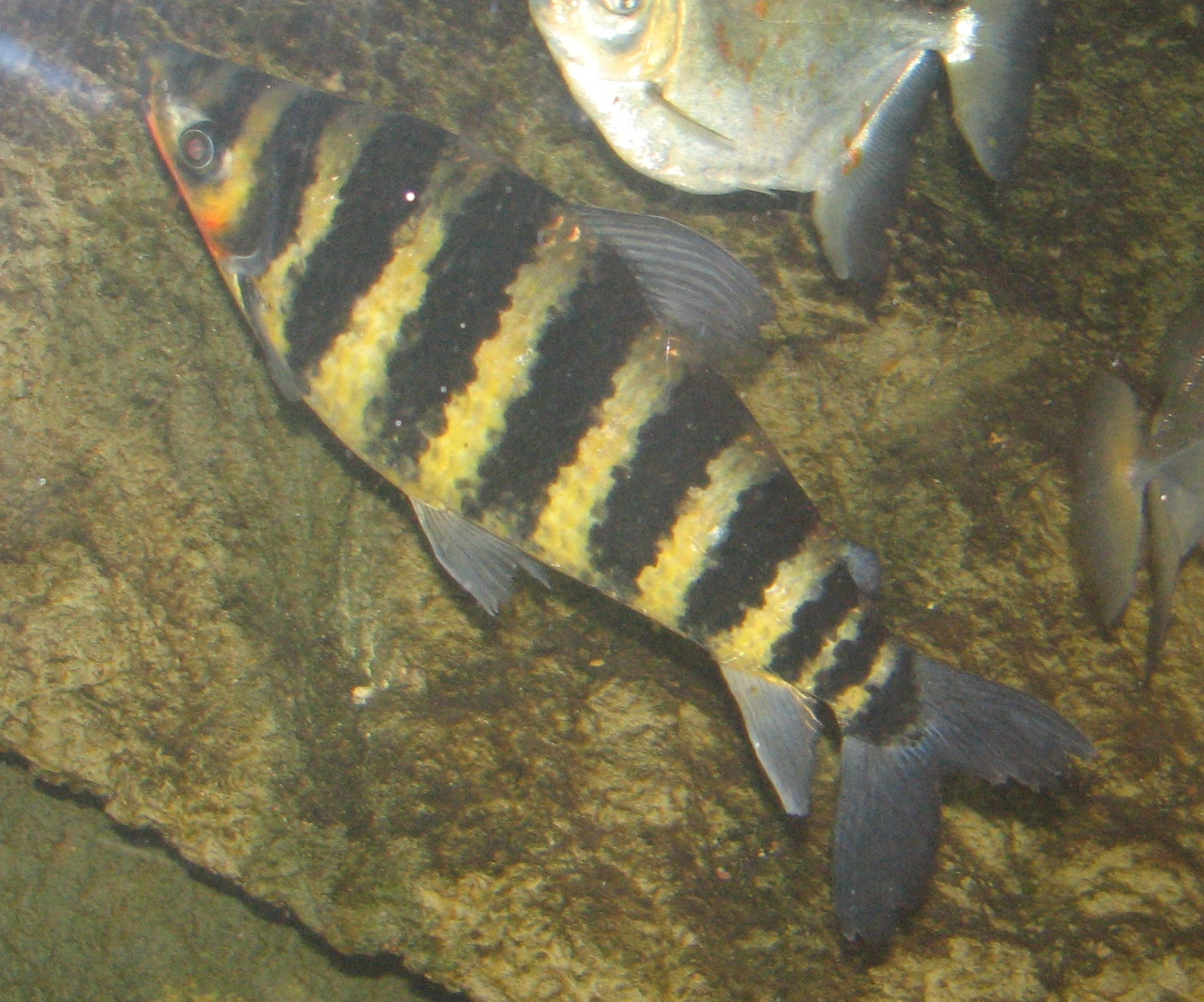
Leporinus fasciatus

Leporinus és un gènere de peixos de la família dels anostòmids i de l'ordre dels caraciformes.

## Taxonomia
- Leporinus acutidens (Valenciennes, 1847)
- Leporinus affinis (Günther, 1864)
- Leporinus agassizii (Steindachner, 1876)
- Leporinus aguapeiensis (Amaral Campos, 1945)
- Leporinus alternus (Eigenmann, 1912)
- Leporinus amae (Godoy, 1980)
- Leporinus amazonicus (Dos Santos & Zuanon, 2008)[2]
- Leporinus amblyrhynchus (Garavello & Britski, 1987)
- Leporinus arcus (Eigenmann, 1912)
- Leporinus aripuanaensis (Garavello & Santos, 1981)
- Leporinus badueli (Puyo, 1948)
- Leporinus bahiensis (Steindachner, 1875)
- Leporinus bimaculatus (Castelnau, 1855)
- Leporinus bistriatus (Britski, 1997)
- Leporinus bleheri (Géry, 1999)[3]
- Leporinus boehlkei (Garavello, 1988)
- Leporinus brunneus (Myers, 1950)
- Leporinus conirostris (Steindachner, 1875)
- Leporinus copelandii (Steindachner, 1875)
- Leporinus crassilabris (Borodin, 1929)
- Leporinus cylindriformis (Borodin, 1929)
- Leporinus desmotes (Fowler, 1914)
- Leporinus despaxi (Puyo, 1943)[4]
- Leporinus ecuadorensis (Eigenmann & Henn, 1916)
- Leporinus elongatus (Valenciennes, 1850)
- Leporinus falcipinnis (Mahnert, Géry & Muller, 1997)[5]
- Leporinus fasciatus (Bloch, 1794)[6]
- Leporinus friderici (Bloch, 1794)
- Leporinus garmani (Borodin, 1929)
- Leporinus geminis (Garavello & Santos, 2009)[7]
- Leporinus gomesi (Garavello & Santos, 1981)
- Leporinus gossei (Géry, Planquette & Le Bail, 1991)
- Leporinus granti (Eigenmann, 1912)
- Leporinus guttatus (Birindelli & Britski, 2009)[8]
- Leporinus holostictus (Cope, 1878)
- Leporinus jamesi (Garman a Borodin, 1929)
- Leporinus jatuncochi (Ovchynnyk, 1971)
- Leporinus julii (Santos, Jegu & Lima, 1996)
- Leporinus klausewitzi (Géry, 1960)
- Leporinus lacustris (Amaral Campos, 1945)
- Leporinus latofasciatus (Steindachner, 1910)
- Leporinus lebaili (Géry & Planquette, 1983)[9]
- Leporinus leschenaulti (Valenciennes, 1850)
- Leporinus macrocephalus (Garavello & Britski, 1988)[10]
- Leporinus maculatus (Müller & Troschel, 1844)[11]
- Leporinus marcgravii (Lütken, 1875)
- Leporinus megalepis (Günther, 1863)
- Leporinus melanopleura (Günther, 1864)
- Leporinus melanostictus (Norman, 1926)
- Leporinus microphthalmus (Garavello, 1989)[12]
- Leporinus moralesi (Fowler, 1942)[13]
- Leporinus mormyrops (Steindachner, 1875)
- Leporinus multifasciatus (Cope, 1878)
- Leporinus muyscorum (Steindachner, 1900)[14]
- Leporinus nattereri (Steindachner, 1876)
- Leporinus niceforoi (Fowler, 1943)
- Leporinus nigrotaeniatus (Jardine, 1841)
- Leporinus nijsseni (Garavello, 1990)
- Leporinus obtusidens (Valenciennes, 1836)
- Leporinus octofasciatus (Steindachner, 1915)
- Leporinus octomaculatus (Britski & Garavello, 1993)
- Leporinus ortomaculatus (Garavello, 2000)[15]
- Leporinus pachycheilus (Britski, 1976)[16]
- Leporinus pachyurus (Valenciennes a Cuvier & Valenciennes, 1850)
- Leporinus parae (Eigenmann a Eigenmann & Ogle, 1908)
- Leporinus paralternus (Fowler, 1914)
- Leporinus paranensis (Garavello & Britski, 1987)
- Leporinus pearsoni (Fowler, 1940)
- Leporinus pellegrinii (Steindachner, 1910)
- Leporinus piau (Fowler, 1941)
- Leporinus pitingai (dos Santos & Jégu, 1996)
- Leporinus platycephalus (Meinken, 1935)
- Leporinus punctatus (Garavello, 2000)[17]
- Leporinus reinhardti (Lütken, 1875)
- Leporinus reticulatus (Britski & Garavello, 1993)
- Leporinus sexstriatus (Britski & Garavello, 1980)
- Leporinus silvestrii (Boulenger, 1902)
- Leporinus spilopleura (Norman, 1926)
- Leporinus steindachneri (Eigenmann, 1907)
- Leporinus steyermarki (Inger, 1956)
- Leporinus striatus (Kner, 1858)
- Leporinus subniger (Fowler, 1943)
- Leporinus taeniatus (Lütken, 1875)
- Leporinus taeniofasciatus (Britski, 1997)
- Leporinus thayeri (Borodin, 1929)[18]
- Leporinus tigrinus (Borodin, 1929)[18]
- Leporinus trifasciatus (Steindachner, 1876)[19]
- Leporinus trimaculatus (Garavello & Santos, 1992)[20]
- Leporinus uatumaensis (dos Santos & Jégu, 1996)[21]
- Leporinus unitaeniatus (Garavello & Santos, 2009)[7]
- Leporinus vanzoi (Britski & Garavello, 2005)[22]
- Leporinus venerei (Britski & Birindelli, 2008)[23]
- Leporinus wolfei (Fowler, 1940)[24]
- Leporinus y-ophorus (Eigenmann, 1922)[25][26][27][28][29][30][31]